# أوب جزئي
الأوب الجُزْئِيّ هو حالة طبية تحدث بعد الولادة حيث لا يعود الرحم إلى حجمه الطبيعي.

## التعريف
عندما يكون الأوب ضعيفًا أو متأخرًا، فإنه يطلق عليه أوب جزئي. ويكون الرحم أكثر الأعضاء تأثرًا بعد حدوث الأوب الجزئي. وذلك بسبب كونه أكثر الأعضاء سهلة المنال للقياس داخل البطن، ويعد الأوب الرحمي إكلينيكيًا دليلاً على حدوث الأوب الجزئي.

## الأسباب

### العوامل المُؤَهِّبة
1. تكرار حالات الولادة
2. التمدد الزائد للرحم كما في التوائم ومَوَهُ السَّلَى
3. اعتلال الصحة الأمومية
4. الولادة القيصرية
5. التدلي الرحمي
6. الانقلاب الخلفي بعد أن يصبح الرحم عضوًا حوضيًا
7. الورم الليفي الرحمي

### العوامل المتفاقمة
- النواتج المنحبسة للحمل
- الإِنْتان الرحمي، الْتِهابُ بِطانَةِ الرَّحِم

## العوامل
- الهلابة المستديمة، أو النزف الحديث
- المخاض الطويل
- التخدير
- المثانة الممتلئة
- الولادة العسيرة
- المَشيمَة المُحْتَبَسَة
- العدوى الأمومية

## الأعراض
يمكن أن تكون الحالة عديمة الأعراض. فيما يلي الأعراض السائدة:
- التخريج الهلابي الشاذ سواء المفرط أو المطول
- النزف الرحمي غير المنتظم أو المفرط في بعض الأوقات
- المغص غير المنتظم مثل الألم الذي يحدث في حالات احتباس النواتج أو ارتفاع درجة الحرارة في الإِنْتان

## العلامات
ارتفاع الرحم أكبر من الطبيعي خاصة في أيام النفاس. وإمكانية إحلال المثانة الممتلئة أو المستقيم المعبأ محل الرحم النفاسي الطبيعي. والشعور بالانتفاخ والليونة عند الجَسّ.

## التدبيرات العلاجية
- المضادات الحيوية لالتهابات بطانة الرحم
- استقصاء الرحم للنواتج المنحبسة
- عادة ما يتم وصف الإرغومترين لتعزيز عملية الأوب عن طريق تقليل تدفق دم الرحم والذي لا قيمة له في العلاج الوقائي.